# Mmathethe
Mmathethe is een dorp in het district Southern in Botswana. De plaats telt 5078 inwoners (2011).